# Голландское вторжение на Бали (1906)
Голландское вторжение на Бали (1906) — военная интервенция колониальной армии Королевства Нидерландов на остров Бали, которая привела к уничтожению двух южных балийских королевств — Бадунга и Табанана, а также к серьёзному ослаблению крупнейшего королевства острова — Клунгкунга. Это была шестая по счёту интервенция голландцев на остров.

## Предыстория
Голландцы к середине XIX века уже завоевали северную часть Бали, присоединив королевства Джембрана, Булеленг и Карангасем к Голландской Ост-Индии, однако южные королевства — Табанан, Бадунг и Клунгкунг — остались независимыми. Между этими королевствами и голландцами постоянно возникали различные мелкие споры, и голландцы ждали лишь подходящего повода, чтобы начать массированное вторжение.
Одним из главных предметов споров между балийскими королями и голландцами было разграничение прав в присвоении товаров с кораблей, которые терпели крушения на рифах около Бали. По балийской традиции, имевшей название tawan karang, балийский король считался собственников всех затонувших в водах у его королевства судов, но голландцы не были с этим согласны. 27 мая 1904 года китайская шхуна под названием Sri Kumala села на рифы возле Санура и была тут же разграблена бадунгскими балийцами. Когда голландцы послали королю Бадунга требование отдать им часть добычи, он ответил отказом, заручившись поддержкой королей Табанана и Клунгкунга. Правитель Табанана также вызвал недовольство голландцев тем, что в 1904 году разрешил в своей стране обычай сати — ритуал сожжения живых родственников вместе с трупом умершего главы семьи, — который на Бали имел название wesatia, несмотря на то, что голландцы формально просили его не делать этого.
В июне 1906 года голландский флот начал блокаду южного побережья Бали, а правителям южных королевств были направлены различные ультиматумы.

## Вторжение
14 сентября 1906 года довольно значительные силы Королевской голландской ост-индской армии, названные Шестой военной экспедицией, высадились в северной части пляжа в Сануре, территории Бадунга. Командовал голландскими войсками генерал-майор Маринус Бернардус Рост ван Тоннинген. Бадунгские солдаты совершили несколько нападений на палатки голландцев в Сануре, а также оказали серьёзное сопротивление в деревне Интаран.

### Кесиман
Однако в целом голландцам удавалось продвигаться по стране без особого сопротивления, и они прибыли в город Кесиман 20 сентября 1906 года. Там местный царёк, вассал короля Бадунга, уже был убит его собственным жрецом, так как отказался оказывать вооружённое сопротивление голландцам. Его дворец был в огне, сам город опустел.

### Денпасар
Голландцы вступили в город Денпасар так, словно были на военном параде. Никакого сопротивления им сначала оказано не было. Они подошли ко дворцу местного правителя и почувствовали запах дыма, а также услышали барабанный бой из-за стен дворца.

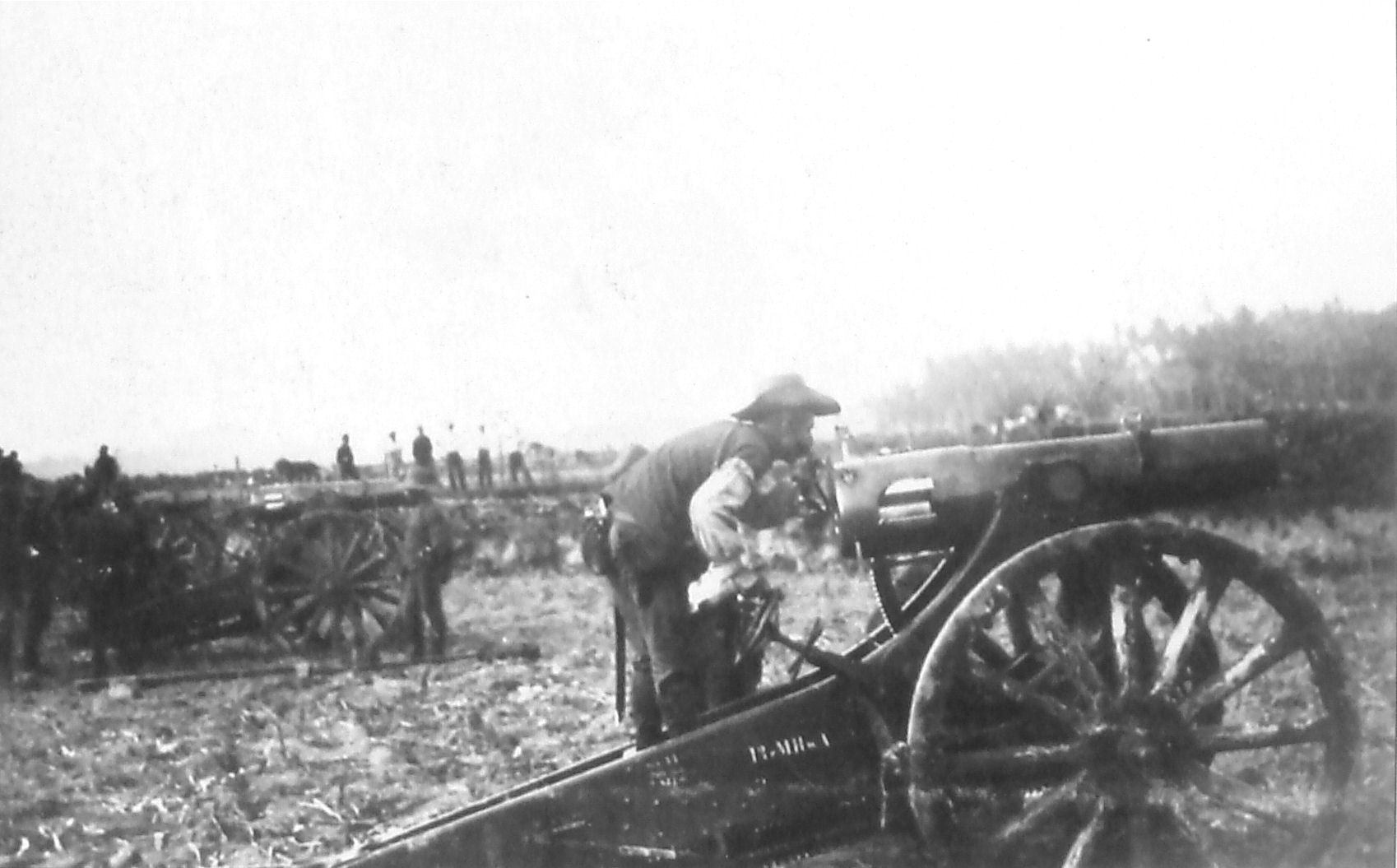
Голландские артиллеристы стреляют по балийцам. 1906 год.

Когда голландцы подошли к воротам дворца, они открылись, и из дворца выступила молчаливая процессия под руководством местного раджи, которого на паланкине несли четыре человека. Раджа был одет в традиционные белые одежды для кремации и великолепные ювелирные украшения и был вооружён традиционным балийским кинжалом — крисом. Другие люди в процессии были чиновниками раджи, охранниками, жрецами, жёнами, детьми и слугами, и все они были одеты одинаково. Они уже провели над собой традиционные предсмертные ритуалы, были одеты в белые одежды, и каждый имел свой ритуальный крис.

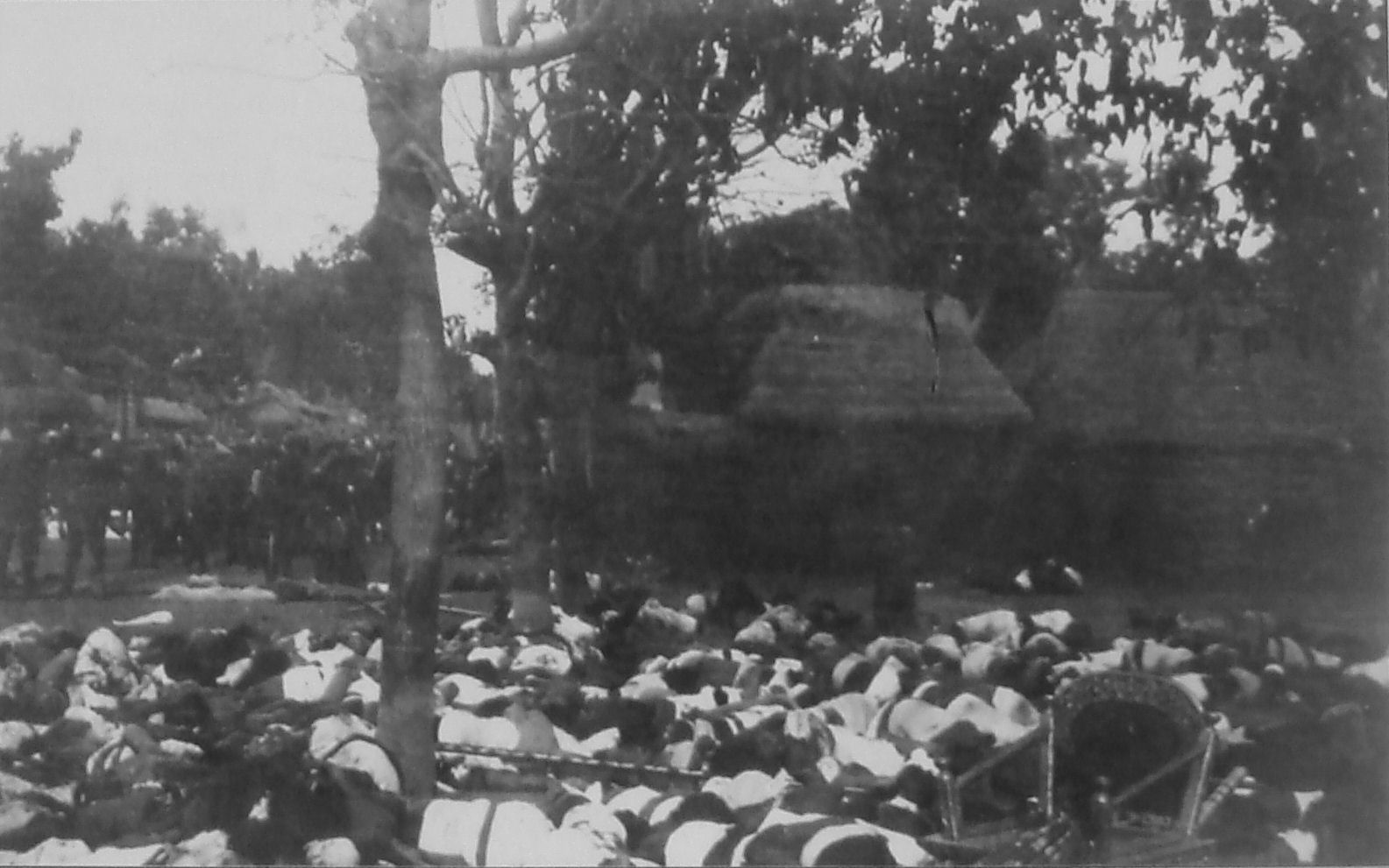
Трупы балийцев, погибших в результате пупутана в Бадунге. Голландские войска стоят слева.

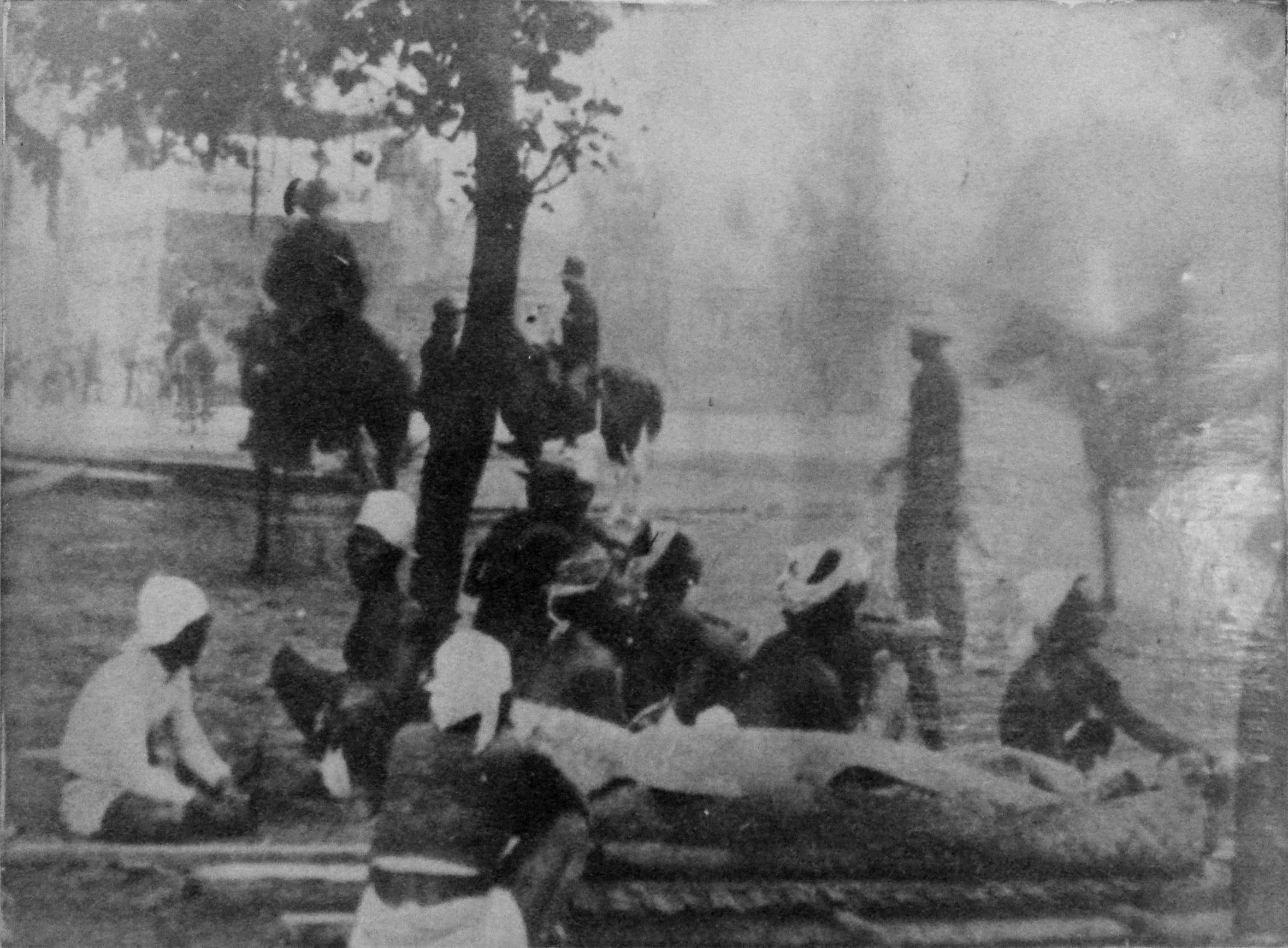
Ограбленное тело денпасарского раджи.

Когда процессия была примерно в ста шагах от голландских войск, она остановилась. Раджа спустился с паланкина и дал знак жрецу, который подошёл к нему и вонзил кинжал ему в грудь. Остальные участники процессии начали убивать кинжалами себя и других, совершая ритуальный обряд под названием puputan (бой насмерть). Женщины насмешливо бросали свои драгоценности и золотые монеты в голландских солдат.
Впоследствии сообщалось, будто бы некоторые из вышедших из дворца балийцев стреляли по голландцам из ружей и метали копья и дротики, и это побудило солдат открыть по ним огонь из винтовок и артиллерии. Поскольку с каждой минутой из дворца выходило всё больше людей, гора трупов под голландским огнём всё увеличивалась. Всего в процессии было несколько сотен, а возможно — и более 1000 человек. И большая часть из них погибла под голландским огнём.
По другим источникам, какое-либо сопротивление со стороны балийцев — ложь. Некоторые из участников бойни впоследствии рассказывали, что голландцы первыми открыли огонь по балийцам, вышедшим из дворца, и что эти балийцы были вооружены только церемониальными крисами и — редко — копьями и щитами, а также что выжившие под обстрелом покончили с собой, убивая себя и других в соответствии с канонами puputan.
После завершения резни голландские солдаты сняли все ценные вещи с трупов и сожгли руины сгоревшего под артиллерийским огнём дворца. Город Денпасар был стёрт с лица Земли.
В тот же день подобные события происходили в соседнем городе Пемекутане, где жил король Густи Геде Нгурах. Голландцы позволили королю и знати совершить ритуальное самоубийство и начали грабить трупы.

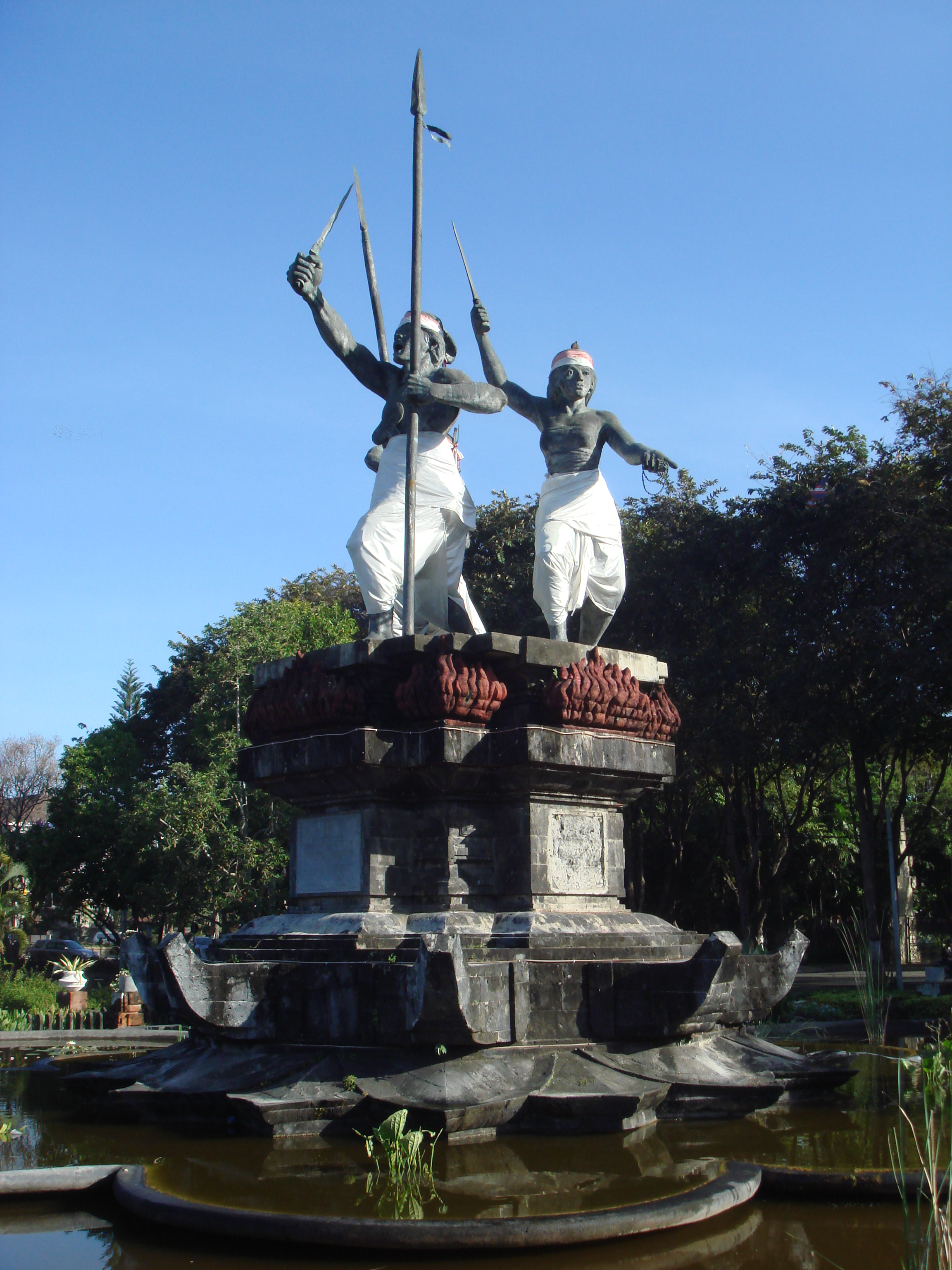
Монумент памяти погибших в Денпасаре на Бали.

Эти события в настоящее время называют на Бали «бадунгским пупутаном» и прославляют как пример сопротивления иностранной агрессии. Огромный бронзовый памятник возведён на центральной площади современного Денпасара, где раньше стоял дворец раджи, славя балийское сопротивление посредством совершения «пупутана».

### Табанан

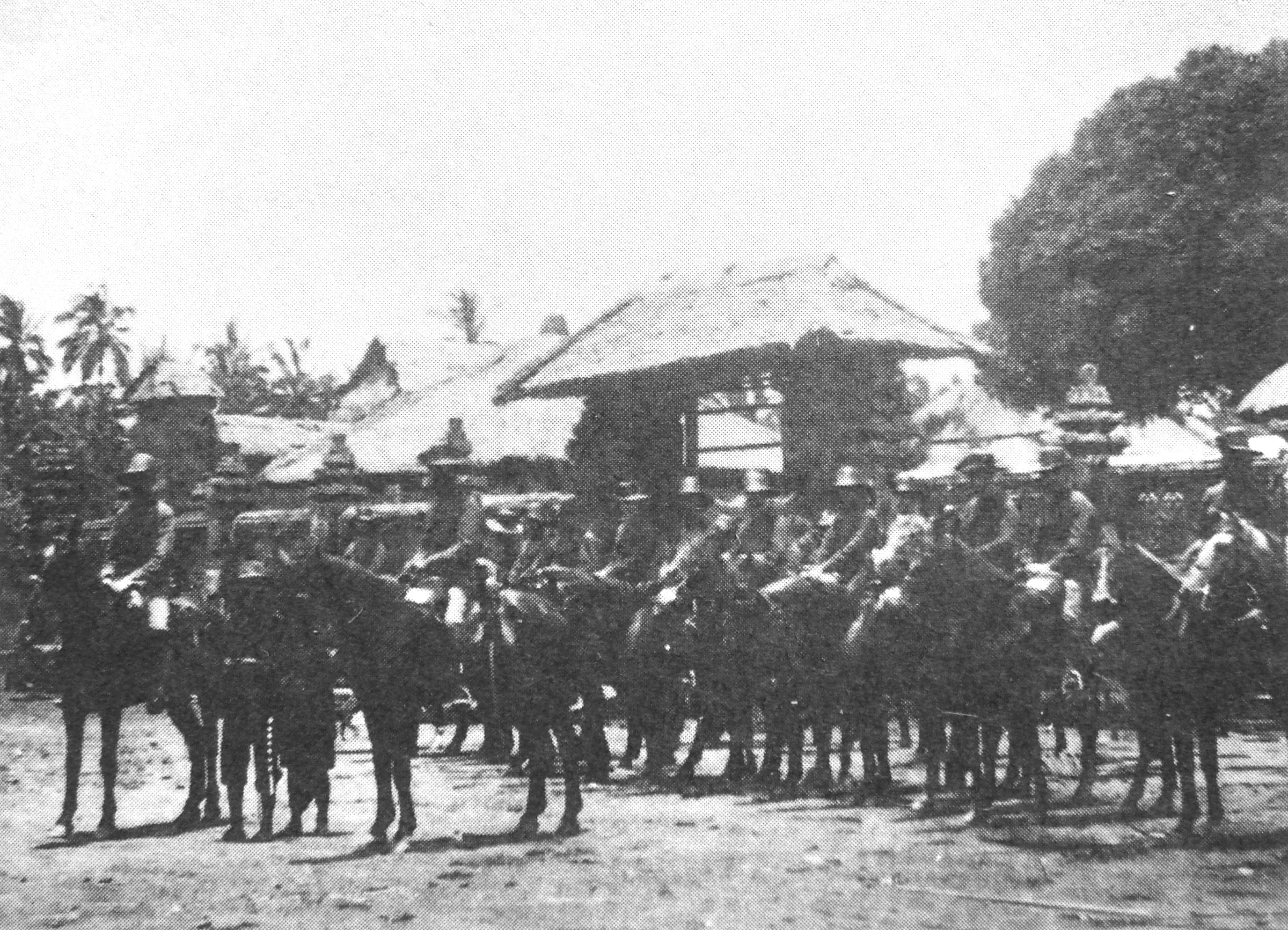
Голландские кавалеристы перед королевским дворцом в Табанане.

Голландцы затем двинулись к Табанану, куда бежали король Густи Агунг Нгурах и его сын, впоследствии сдавшиеся голландцам и пытавшиеся договориться с ними, чтобы править королевством под их протекторатом.
Голландцы в ответ предложили им лишь высылку на острова Мадура или Ломбок, и они предпочли покончить с собой в тюрьме два дня спустя. Их дворец был разрушен и разграблен голландцами.

### Клунгкунг
Голландцы также двинули свои войска на Клунгкунг, готовясь вступить в битву с Дева Анунгом, правителем Клунгкунга и номинальным королём всего Бали, но в итоге отказались от этого, так как Дева Анунг не стал сражаться с голландцами и договорился с ними о подписании соглашения, по которому разрушал свои укрепления, отдавал голландцам огнестрельное оружие и отказывался от экспортных и импортных пошлин при торговле с голландцами.
Подходящий повод для вторжения в Клунгкунг нашёлся у голландцев спустя два года. Тогда произошло последнее вторжение на остров, в результате которого последнее традиционное королевство на Бали было уничтожено.

## Последствия
Голландцы за достаточно короткий срок в ходе двух кампаний 1906 и 1908 года установили полный контроль над островом Бали.
Голландские вторжения, тем не менее, привлекли внимание мировой прессы, и западная общественность узнала о кровавых зверствах в южной части острова. Газеты отмечали резкую диспропорцию между «преступлениями» балийцев и ужасами карательных голландских экспедиций. В результате образ Нидерландов как «доброй» и «ответственной» колониальной державы был окончательно разрушен.
Нидерланды, также критикуемые мировой общественностью за жестокость солдат на Суматре, Яве и восточных островах Индонезии, решили попытаться восстановить свой престиж «добрых» колонизаторов, загладив свою вину перед балийцами: было объявлено о начале так называемой «этнической политики». В итоге голландцы на Бали стали исследователями и защитниками балийской культуры и старались сохранить её наряду с начавшейся модернизацией страны. Были предприняты значительные усилия по сохранению традиционной культуры Бали, сам остров планировалось сделать «живым музеем» «классической» культуры Юго-Восточной Азии, и уже в 1914 году остров открылся для международного туризма. В связи с этим жесточайшие вторжения 1906 и 1908 годов, вызвавшие международное возмущение, парадоксальным образом способствовали сохранению балийской культуры и превращению острова в один из самых популярных мировых курортов, каким он является и по сей день.